# Birlapur
Birlapur è una suddivisione dell'India, classificata come census town, di 19.830 abitanti, situata nel distretto dei 24 Pargana Sud, nello stato federato del Bengala Occidentale. In base al numero di abitanti la città rientra nella classe IV (da 10.000 a 19.999 persone).

## Geografia fisica
La città è situata a 22° 26' 09 N e 88° 08' 50 E.

## Società

### Evoluzione demografica
Al censimento del 2001 la popolazione di Birlapur assommava a 19.830 persone, delle quali 10.930 maschi e 8.900 femmine. I bambini di età inferiore o uguale ai sei anni assommavano a 2.668, dei quali 1.411 maschi e 1.257 femmine. Infine, coloro che erano in grado di saper almeno leggere e scrivere erano 12.101, dei quali 7.474 maschi e 4.627 femmine.